# Acrocercops ochroptila
Acrocercops ochroptila är en fjärilsart som beskrevs av Turner 1913. Acrocercops ochroptila ingår i släktet Acrocercops och familjen styltmalar. Inga underarter finns listade i Catalogue of Life.